# Paektusan
Der Paektusan (kor. 백두산 dt. etwa „Weißkopf-Berg“), chinesisch meist Changbai Shan („immerweißer Berg“) seltener Baitou Shan („Weißkopf-Berg“) genannt, ist die höchste Erhebung des Changbai-Gebirges an der Grenze zwischen der Volksrepublik China und Nordkorea. Die Angaben zur Höhe variieren je nach Quelle zwischen 2744 und 2750 Metern.
Der Berg liegt an der Grenze zwischen der nordkoreanischen Provinz Ryanggang-do und der chinesischen Provinz Jilin. Er ist der höchste Berg der Mandschurei, der Koreanischen Halbinsel und Nordkoreas. Auf dem Berg entspringen die Flüsse Songhua, Tumen und Yalu.
Der Berg ist der nördlichste Teil der innerkoreanischen Bergkette Baekdu-daegan (백두대간), die sich beginnend vom Paektusan über rund 1400 km bis zum Jirisan in Südkorea fortsetzt.

## Klima
Das Wetter auf dem Berg ist sehr unbeständig. Die jährliche Durchschnittstemperatur beträgt −8,3 °C. Im Sommer können bis zu 18 °C erreicht werden, während im Winter das Thermometer auf bis zu −48 °C fallen kann.

## Flora und Fauna
Trotz der auch in historischer Zeit regelmäßig auftretenden vulkanischen Aktivität ist der Berg überwiegend dicht bewaldet. Ein Höhenprofil von Westen ergab die folgende Zonierung: Unterhalb von 720 m Höhe Buschwald aus der Eiche Quercus mongolica und der Haselnuss Corylus heterophylla; zwischen 720 m und 1100 m Höhe gemischter Kiefern- und Laubwald aus der Kiefer Pinus koraiensis, der Pappel Populus davidiana und der Birkenart Betula platyphylla auf trockenen Standorten und Laubwäldern aus der Linde Tilia amurensis, dem Ahorn Acer mono, der Esche Fraxinus mandshurica der Ulme Ulmus propinqua und der Walnussart Juglans mandshurica auf besser wasserversorgten Standorten; von 1100 bis 1700 m Höhe Nadelwald aus Lärchen, Fichten, Tannen und Kiefern, etwa Larix gmelinii subsp. olgensis, Picea jezoensis Abies nephrolepis und Pinus sylvestris. Auf 1700 bis 2000 m Höhe wächst subalpiner Birkenwald aus Betula ermanii mit einigen Begleitern, der an der Waldgrenze eine Krummholzstufe aufbaut. Oberhalb der Waldgrenze in etwa 2000 m Höhe beginnt eine tundrenartige Gebirgsvegetation aus Zwergsträuchern, Zwergweiden und zahlreichen Krautarten. Unter den etwa 100 Arten dominieren Heidekrautgewächse wie Rhododendron-Arten, die Krähenbeere Empetrum nigrum, Arctous rubra, Phyllodoce caerulea, die Rauschbeere Vaccinium uliginosum und die Preiselbeere Vaccinium vitis-idaea. Die Gebirgsflora zeigt eine gewisse Verwandtschaft zu derjenigen des nordwestlichen Nordamerika, mit etwa der Hälfte der Arten gemeinsam mit den Gebirgen Alaskas.
Der Umkreis des Berges bildet Lebensraum für Amurtiger, Amurleoparden, Bären, Wölfe und Wildschweine. In den Wäldern lebt eine Unterart des Sikahirschs, Cervus nippon mantchuricus. Eine Reihe von Vögeln wie Birkhühner, Eulen und Spechte sind ebenfalls in der Region heimisch.

## Vulkanische Aktivität
Der Berg ist ein aktiver Vulkan. Seinen größten Ausbruch hatte er im Jahr 946 mit einer Stärke von 7 auf dem Vulkanexplosivitätsindex, bei dem etwa 100–120 Kubikkilometer Material ausgeschleudert wurden. Der Krater bzw. die Gipfelcaldera füllte sich zu einem großen See, der Himmelssee genannt wird.
Weitere kleinere Ausbrüche erfolgten in den Jahren 1413, 1597, 1668 und 1702. Der letzte Ausbruch ereignete sich 1903. Seit dieser Zeit ist der Berg inaktiv und wird als ruhend eingestuft.
Seit Juni 2002 werden wieder Zeichen geringer Aktivität erfasst. Der zeitliche Abstand der Erschütterungen nimmt ab. Seit 2002 ist der Berg darüber hinaus um 10 cm gewachsen. Es wird die Meinung vertreten, dass ein Magmateich für die Höhenzunahme sowie den Anstieg der Oberflächentemperatur verantwortlich ist. Seit 2003 gibt es unterhalb des Himmelssees vermehrt Erdbeben, wodurch Gase austraten und es zu einem Baumsterben kam.
Am 1. Oktober 2006 wurde durch einen russischen Satelliten eine signifikante Zunahme der Oberflächentemperatur gemessen.
In einer Studie aus Südkorea wird ein Zusammenhang zwischen tektonischen Störungen, die durch die nordkoreanischen Atomwaffenexperimenten auf dem 116 km entfernten Testgelände durchgeführt werden, und einer weiteren Zunahme an vulkanischer Aktivität gesehen. Dies wird aber allgemein zumindest angezweifelt.
Seit 2010 haben zwei englische Wissenschaftler die Genehmigung der nordkoreanischen Regierung erhalten, sechs moderne Seismometer aufzustellen. Die Ergebnisse der neuesten Forschungen wurden 2017 veröffentlicht.

## Mythologische Bedeutung

### Korea
Sehr früh wurde der Berg von den Menschen vor allem in der Mandschurei und in Korea als heilig verehrt.
Nach einer koreanischen Überlieferung ist der Berg die Gründungsstätte des koreanischen Volkes. Der Gründungsmythos heißt Dangun-Mythos, der sowohl in dem Geschichtsbuch der Nördlichen Wei-Dynastie als auch in dem koreanischen Samguk Yusa überliefert ist. Im Samguk Yusa wurde der Berg nicht als Paektusan bezeichnet, sondern als Taebaeksan (kor. 태백산, 太白山). Gegen Ende des 10. Jahrhunderts in der Goryeo-Dynastie taucht der jetzige koreanische Name Paektusan auf.

### Nordkorea
Nach nordkoreanischen Quellen hat Staatsgründer Kim Il-sung vom Paektusan aus den militärischen Unabhängigkeitskampf gegen Japan organisiert und sein Sohn Kim Jong-il sei hier geboren worden. Dies ist im Ausland höchst umstritten. In den nordkoreanischen Berichten wird der Paektusan zu einem „heiligen Berg“ stilisiert. Abbildungen, meist des Himmelssees, sind überall im Land zu finden. Kim Il-sung, Kim Jong-il und dessen Mutter Kim Jong-suk – Hauptsubjekte des nordkoreanischen Personenkults – werden als „die drei Heerführer vom Gebirge Paektu“ bezeichnet. Der Paektusan ist so zu einem wichtigen Symbol für den Kampf Kim Il-sungs gegen die dort japanische Besatzung – den Gründungsmythos der Koreanischen Demokratischen Volksrepublik – sowie für die glorifizierte Herrschaft der Familie Kim geworden.

### China
Die Jurchen verliehen dem Gott des Berges im 12. Jahrhundert den Titel „König, der Wohlstand beschert und in Wundern antwortet“ und später sogar „Kaiser, der in ungeheurer Weisheit den Himmel aufhellte“.
Kaiser Kangxi der chinesisch-mandschurischen Qing-Dynastie ließ erklären, dass seine Familie der Aisin Gioro vom Paektu stamme. Er bestimmte eine verbotene Zone um den Berg, obwohl zu diesem Zeitpunkt umstritten war, ob dieser zum koreanischen Königreich Choson oder zum Kaiserreich China gehörte.

## Touristenziel
Während der Sommermonate ist der Berg ein beliebtes Ziel für ausländische Besucher. Obwohl der Tourismus in Nordkorea in letzter Zeit zunimmt, besteigen nach wie vor die meisten ausländischen Touristen den Berg von der chinesischen Seite aus. Eine Ausweitung des ausländischen Tourismus am Paektusan ähnlich der existierenden Touristenregion Kŭmgang-san war für Mai 2008 geplant, wurde bis jetzt aber nicht verwirklicht. Hunderte nordkoreanische Haushalte sollen Medienberichten zufolge deshalb umgesiedelt werden. Das nordkoreanische Regime ist äußerst bemüht, jeglichen Kontakt seiner Bürger mit Angehörigen anderer Staaten zu verhindern.
Auf der nordkoreanischen Seite des Bergs gibt es eine Reihe von Denkmälern zu Ehren Kim Il-sungs. Paektu Spa ist eine natürliche Quelle, deren Wasser eine heilende Wirkung zugeschrieben wird. Pegae diente während der japanischen Kolonialzeit als Lager der koreanischen Widerstandskämpfer. Eine weitere Sehenswürdigkeit stellt der Hyongje-Wasserfall dar, der sich nach etwa einem Drittel in zwei separate Wasserfälle teilt. Zu besichtigen ist auch eine Blockhütte, in der angeblich Kim Jong-il geboren wurde. Auf einer Strecke von knapp über einen Kilometer verkehrt hier die Standseilbahn Paektusan.
2016 drehte Werner Herzog unter dem Titel In den Tiefen des Infernos einen Dokumentarfilm über Vulkane und besuchte dabei auch den Paektusan.

## Rezeption
Der Paektusan ist Schauplatz des 2018 veröffentlichten, chinesischen Actionfilms Savage von Cui Siwei. Des Weiteren ist ein Vulkanausbruch des Paektusan zentrales Thema des 2019 veröffentlichten, südkoreanischen Katastrophenfilms Ashfall. Zudem dient im Film The Tomorrow War vulkanisches Sediment des Ausbruchs von 946 als Schlüsselindiz für die Herkunft der angreifenden Außerirdischen.

## Bilder

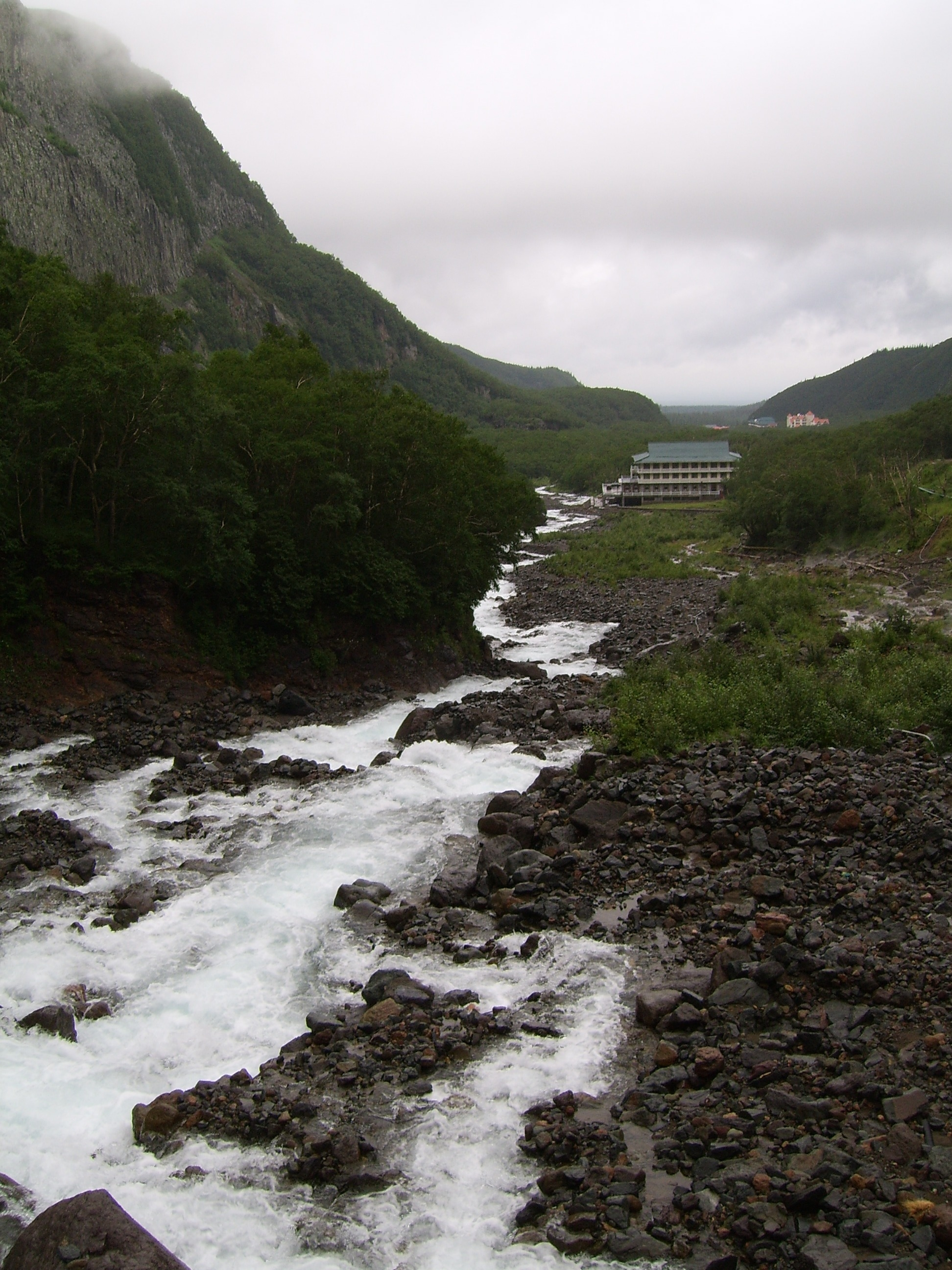
Abfluss
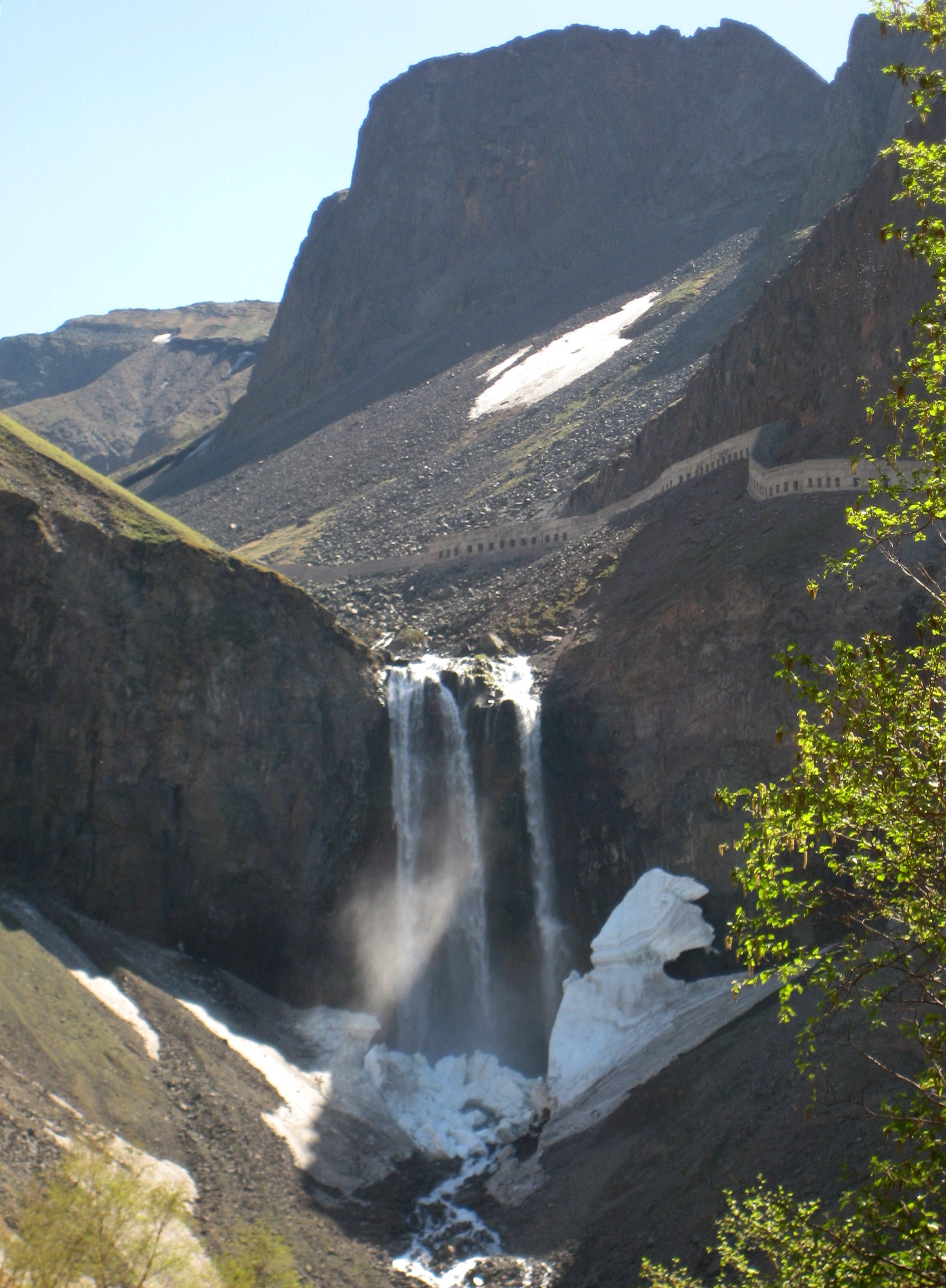
Wasserfall auf dem Baitou Shan
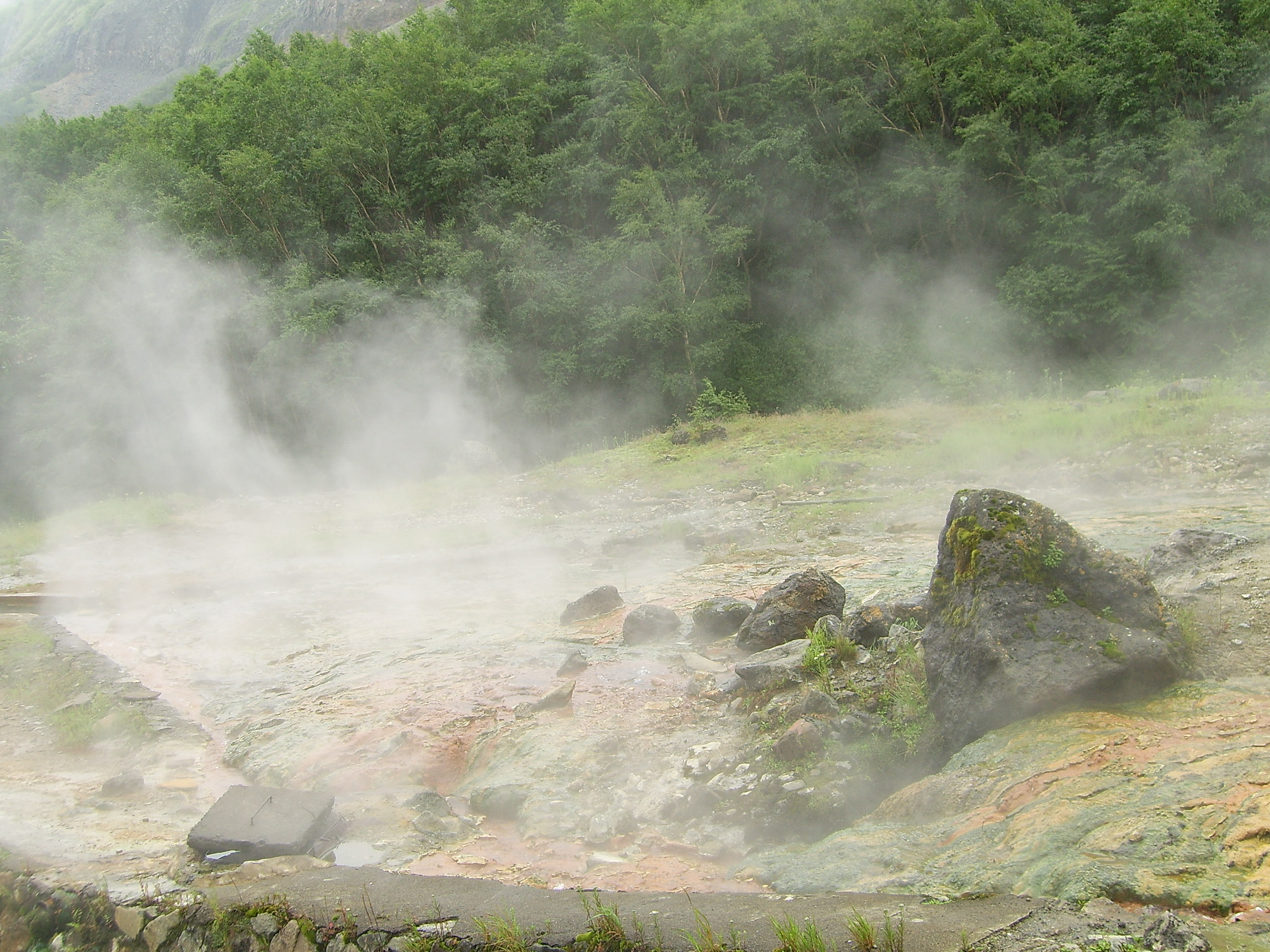
Heiße Quellen
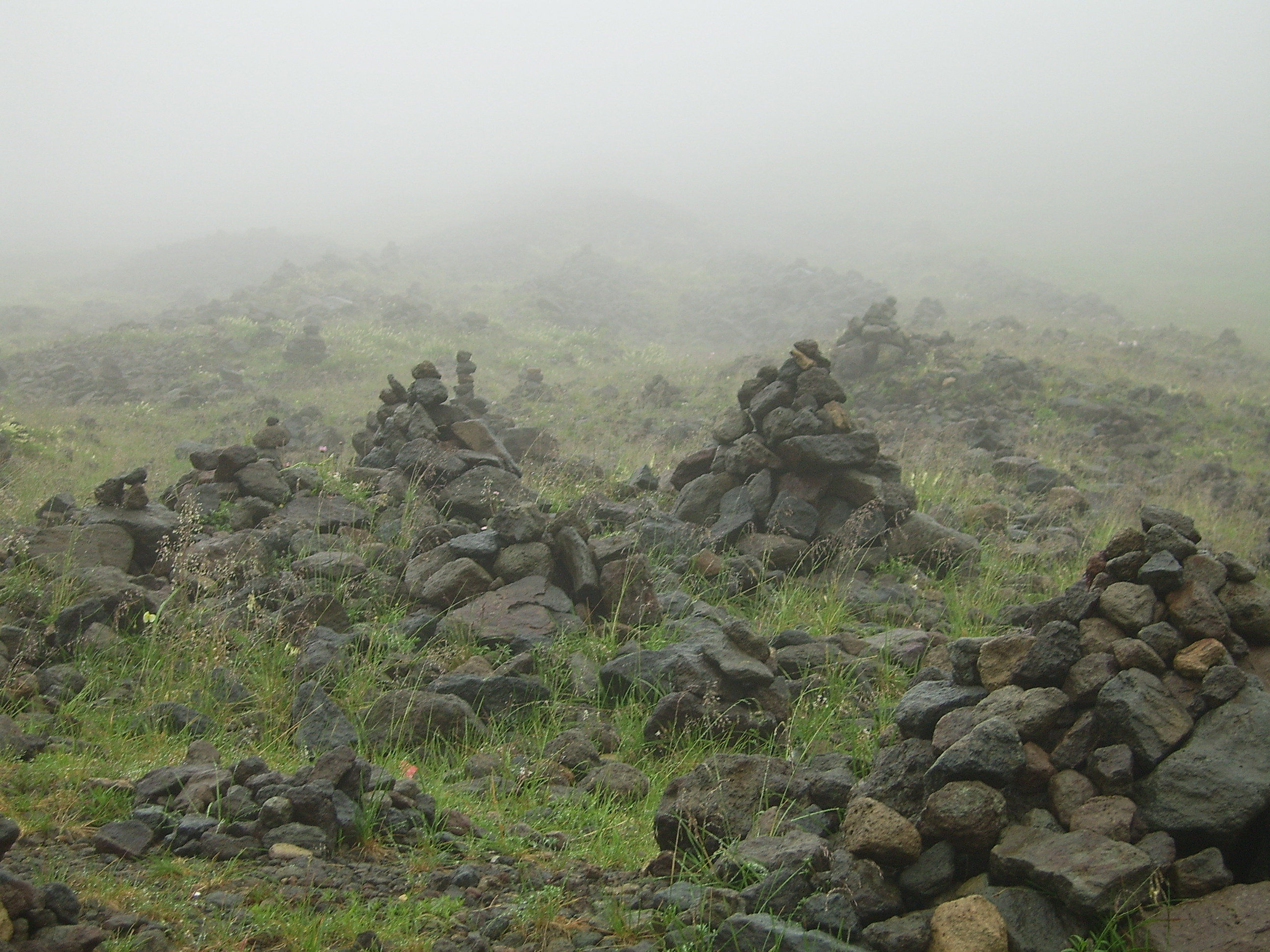
Steinmänner

## Anmerkung
1. ↑  Zwischen 1910 und 1945 war Korea Teil des Japanischen Kaiserreichs. Da Japanisch in dieser Zeit Nationalsprache war, wurde der Bergname japanisch Hakudōsan (jap. 白頭山) gelesen.